# Muriel Day
Muriel Day (Newtownards, 11 gennaio 1942) è una cantante irlandese, originaria dell'Irlanda del Nord.
Ha partecipato all'Eurovision Song Contest 1969 con il brano The Wages of Love, in rappresentanza dell'Irlanda, classificandosi al settimo posto.